# ۱۳۷۵ (خورشیدی)
سال ۱۳۷۵ هجری خورشیدی، سالی کبیسه است.

## رویدادها
- ۱۲ خرداد - آغاز به کار دوره پنجم مجلس شورای اسلامی
- ۱۷ اسفند - در سریلانکا، ببرهای تامیل یک پایگاه نظامی را تصرف کردند و حداقل ۱۰۰ نفر را کشتند.

## زادروزها
فروردین
- ۱ فروردین - مجتبی مقتدایی، فوتبالیست
- ۲۶ فروردین - رضا میرزایی، فوتبالیست

اردیبهشت

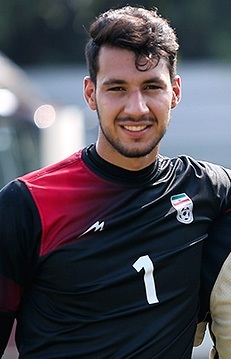
مهدی امینی

- ۲۳ اردیبهشت - حسین مهربان، فوتبالیست
- ۲۷ اردیبهشت - مهدی امینی، فوتبالیست

خرداد
- ۲۰ خرداد - نجمه خدمتی، تیرانداز

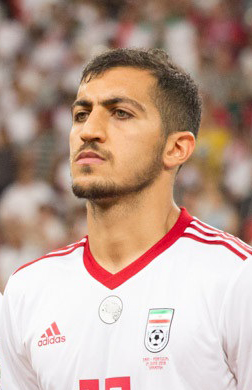
مجید حسینی

- ۳۱ خرداد - سید مجید حسینی، فوتبالیست

تیر

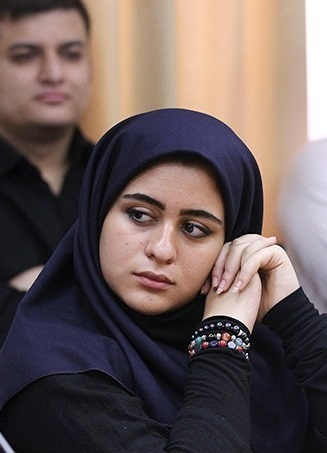
فاطیما بهارمست

- ۱۰ تیر - فاطیما بهارمست، بازیگر و گوینده
- ۱۲ تیر - نفیسه پورگنجی، ووشوکار

مرداد

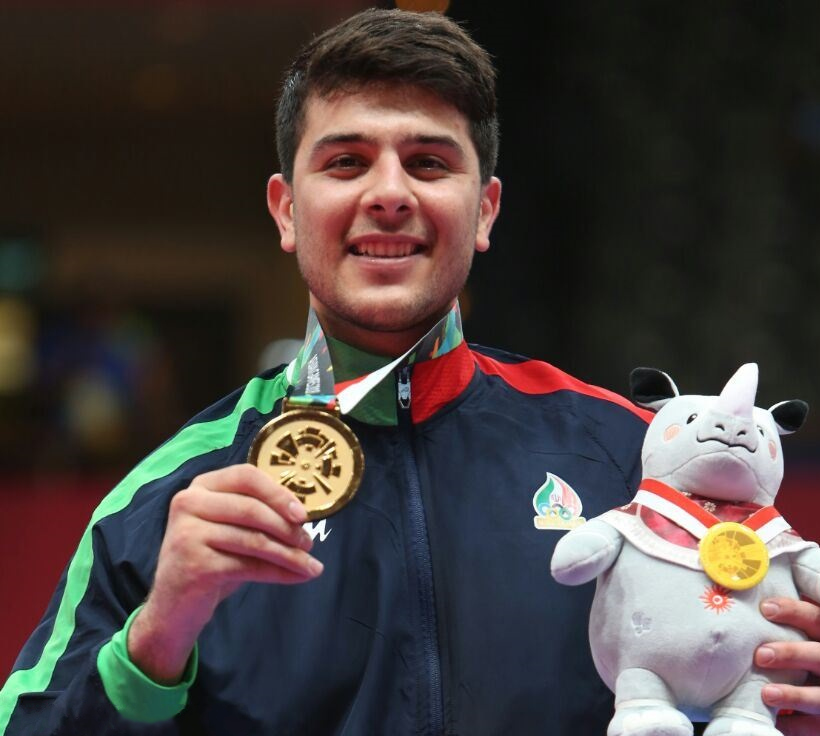
سعید رجبی

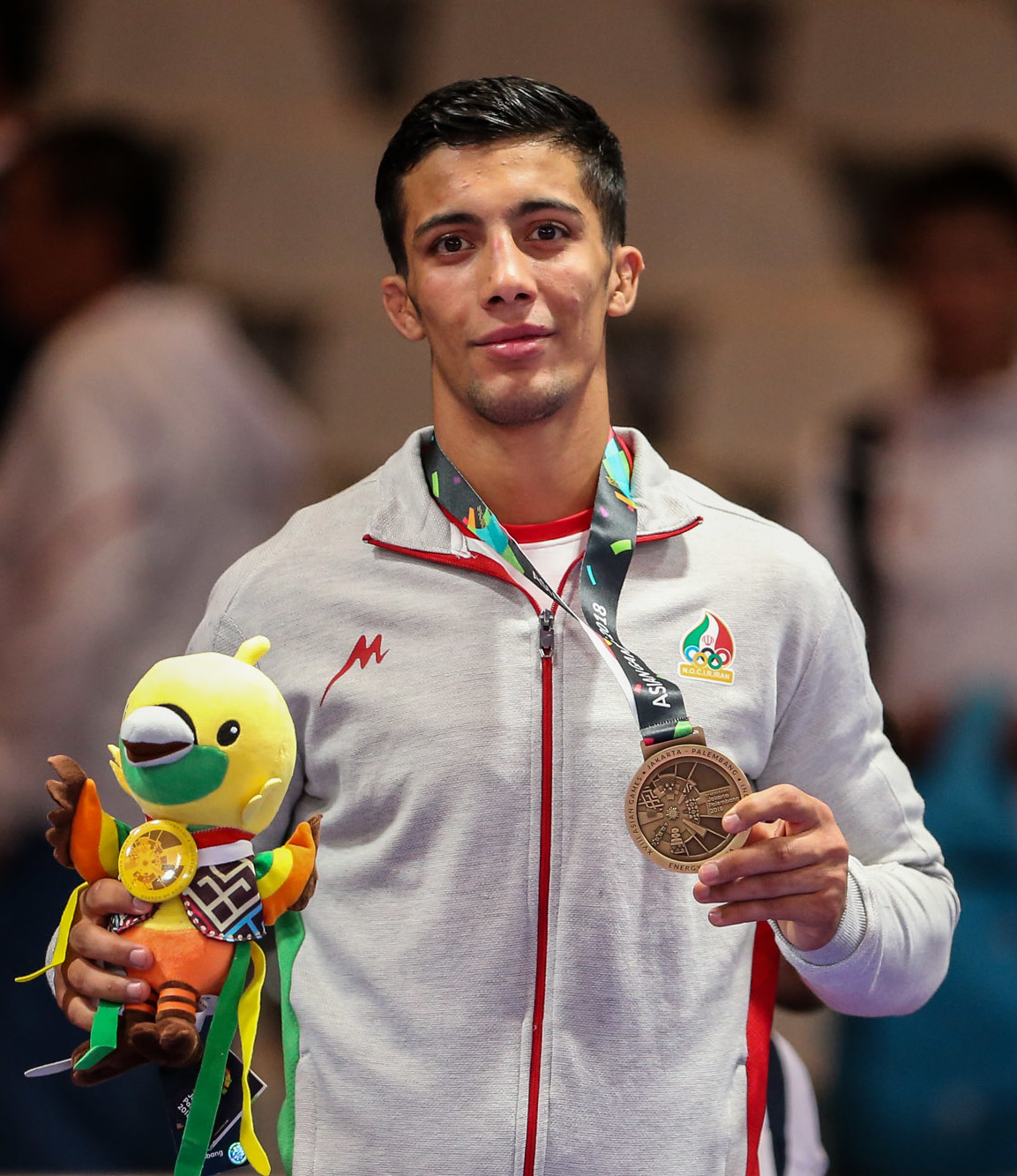
محمدرضا گرایی

- ۴ مرداد - محمدرضا گرایی، کشتی‌گیر فرنگی کار
- ۵ مرداد - نوید ناصری، فوتبالیست
- ۷ مرداد - رسول باصری، عضو تیم فوتبال پنج نفره
- ۱۵ مرداد - سعید رجبی، تکواندوکار
- ۲۷ مرداد - سید فاخر تهامی، فوتبالیست

شهریور
- ۴ شهریور - سهند جاهدی، بازیگر

مهر

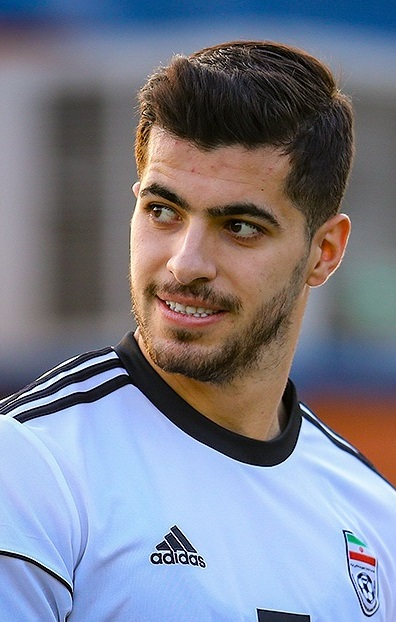
سعید عزت‌اللهی

- ۱۰ مهر - سعید عزت‌اللهی، فوتبالیست ایرانی

آبان
آذر
- ۴ آذر - علی شادمان، بازیگر ایرانی

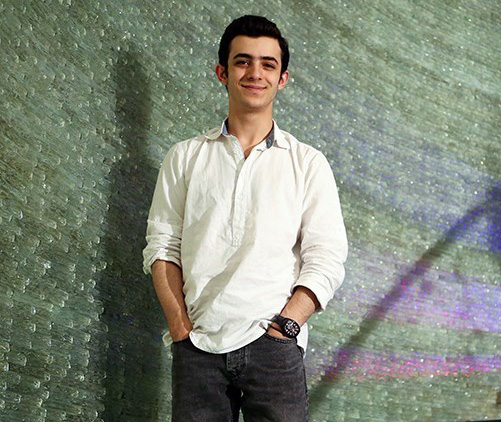
علی شادمان

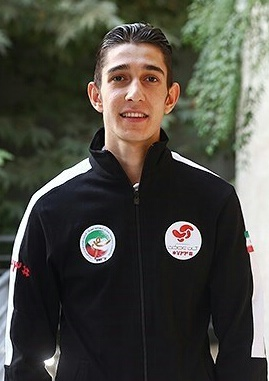
فرزان عاشورزاده

- ۵ آذر - فرزان عاشورزاده، تکواندوکار
- ۱۴ آذر - علی یاسینی، خواننده و آهنگساز
- ۲۶ آذر - کامران قاسم‌پور، کشتی‌گیر آزادکار
- ۲۸ آذر - آریا رحمتی(آریا کئوکسر)، یوتوبر، گیمر

دی
- ۱۸ دی - مریم کرمی، قایقران روئینگ کار
- ۲۴ دی - ابوالفضل درویش‌وند، فوتبالیست

بهمن
- ۲۷ بهمن - سهیل صالحی، فوتبالیست

اسفند

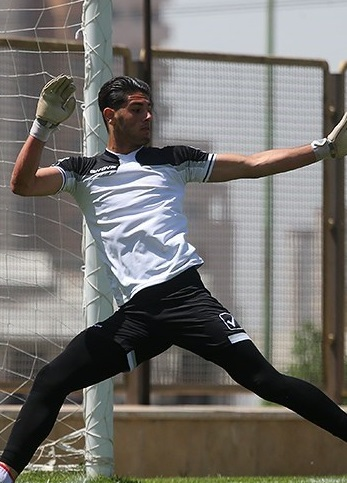
نیما میرزا زاد

- ۹ اسفند - نیما میرزا زاد، فوتبالیست
- ۲۲ اسفند - رحمان جعفری، فوتبالیست
- ۲۹ اسفند - مریم امیدی پارسا، قایقران روئینگ کار
- ۳۰ اسفند - علی آستانی، فوتبالیست

## درگذشت‌ها
فروردین

محمداسماعیل رضوانی

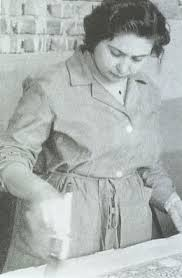
کلارا آبکار

جلال مقدم

- فروردین - احمد معینی، بازیگر (زاده ۱۳۰۲)
- ۱ فروردین - کلارا آبکار، نگارگر، مینیاتوریست و تذهیب کار ایرانی ارمنی‌تبار (زاده ۱۲۹۴)
- ۵ فروردین - دکتر محمداسماعیل رضوانی، استاد تاریخ معاصر ایران (زاده ۱۳۰۰)
- ۲۹ فروردین - جلال مقدم، منتقد و بازیگر سینما. (زاده ۱۳۰۸)

اردیبهشت

میرزا سروش لهراسب

غزاله علیزاده

- ۲ اردیبهشت - غزاله علیزاده، داستان‌نویس ایرانی. (زاده ۱۳۲۷)
- ۸ اردیبهشت - جعفر روحبخش، از نقاشان مکتب سقاخانه (زاده ۱۳۱۷)
- ۱۵ اردیبهشت - حسین کاظمی (نقاش)، نقاش (زاده ۱۳۰۳)
- ۱۹ اردیبهشت - محمدصادق سعیدی، عالم شیعه (زاده ۱۳۱۲)
- ۲۵ اردیبهشت - میرزا سروش لهراسب، نویسنده و شاعر زرتشتی (زاده ۱۲۸۳)
- ۳۱ اردیبهشت - عیسی صفایی، بازیگر (زاده ۱۳۰۵)

خرداد

غلامحسین نقشینه

رضا مظلومان

- خرداد - مهدی مفتاح، نوازنده (زاده ۱۲۸۸)
- خرداد - مهدی کمالیان، سازنده آلات موسیقی و نوازنده سه‌تار (زاده ۱۲۹۷)
- ۷ خرداد - رضا مظلومان، از اعضای سازمان درفش کاویانی و از قربانیان قتل‌های زنجیره‌ای ایران (زاده ۱۳۱۴)
- ۱۷ خرداد - اکبر جنتی شیرازی، بازیگر (زاده ۱۳۰۰)
- ۱۸ خرداد - غلامحسین نقشینه، بازیگر (زاده ۱۲۸۷)

تیر

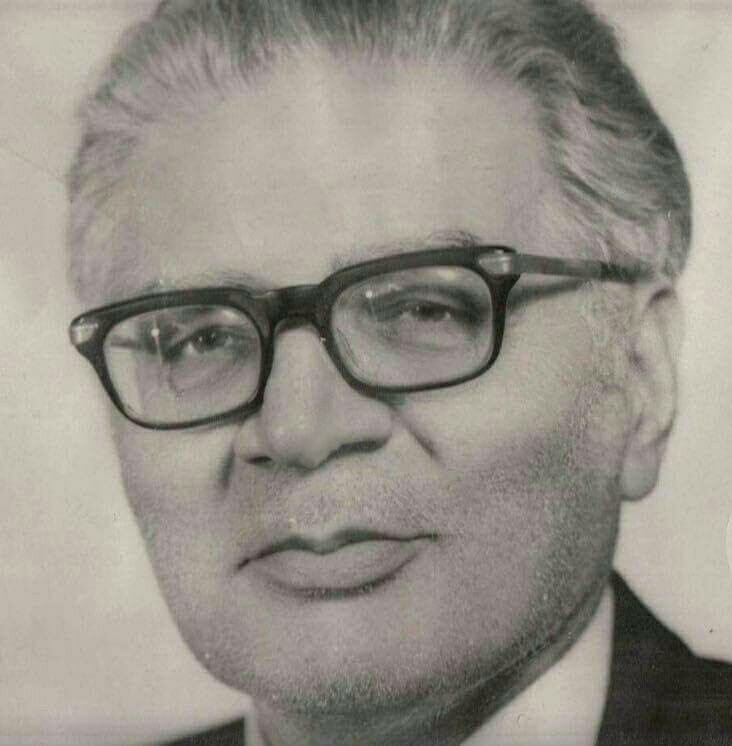
حیدرعلی‌خان برومندگزی

- تیر - عباس حقیقی، شاعر (زاده ۱۲۸۱)
- تیر - حیدرعلی‌خان برومندگزی، سیاستمدار (زاده ۱۲۸۸)
- تیر - پرویز محمود، موسیقیدان (زاده ۱۲۸۹)
- ۵ تیر - فیروز آذرگشسپ، موبد و نویسنده (زاده ۱۲۸۴)
- ۹ تیر - نریمان شیری‌فرد، بازیگر (زاده ۱۳۱۲)

مرداد
- مرداد - رسام عرب‌زاده، طراح فرش (زاده ۱۲۹۳)
- مرداد - تهمورس آدمیت، سیاستمدار و ذیپلمات (زاده ۱۲۹۶)
- ۳ مرداد - سید ضیاءالدین سجادی، استاد دانشگاه، پژوهشگر، مترجم و مصحح (زاده ۱۲۹۹)
- ۷ مرداد - عبدالله فرادی، خوشنویس (زاده ۱۳۰۶)

شهریور

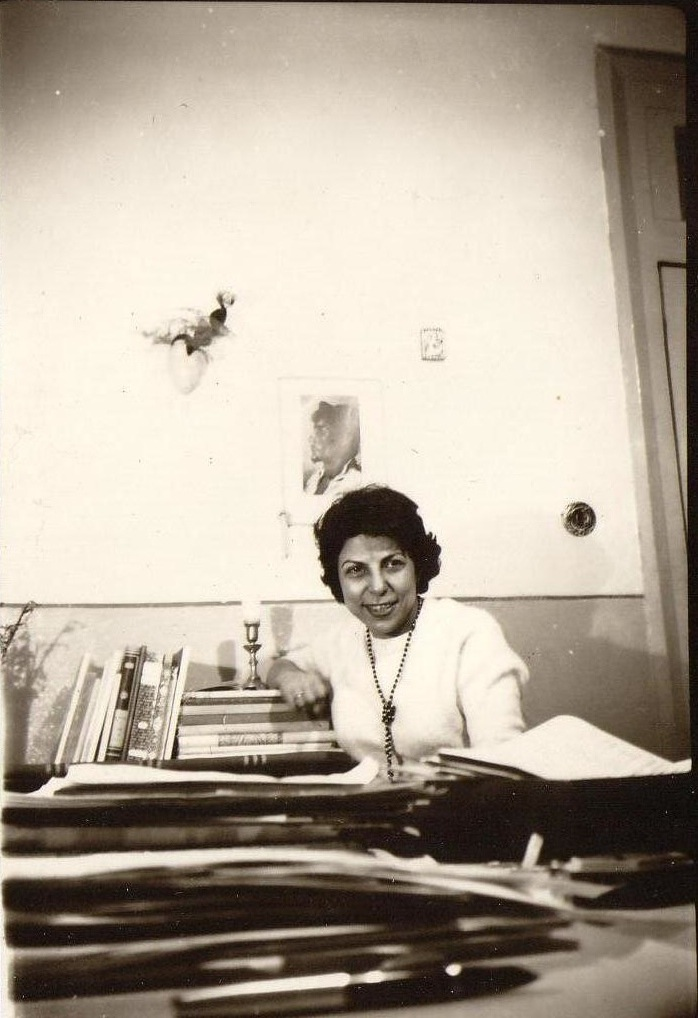
طوسی حائری

چنگیز شهوق

- شهریور - طوسی حائری، نویسنده، مترجم و گوینده رادیو، همسر احمد شاملو و دختر محمدباقر حائری مازندرانی (زاده ۱۲۹۶)
- ۷ شهریور - کریم فکور، حقوقدان، شاعر و ترانه‌سرا (زاده ۱۳۰۴)
- ۱۹ شهریور - ولی‌الله خاکدان، طراح صحنه (زاده ۱۳۰۲)
- ۲۱ شهریور - چنگیز شهوق، نقاش و مجسمه‌ساز (زاده ۱۳۱۲)

مهر

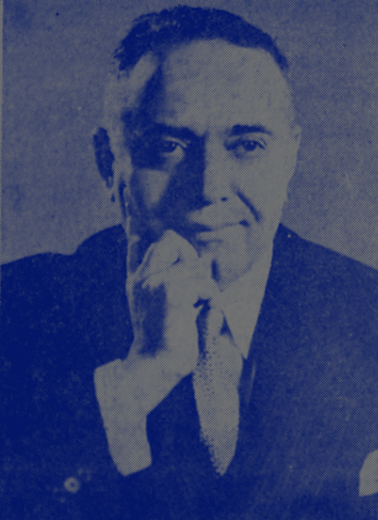
جلال عبده

- مهر - جلال عبده، سیاستمدار (زاده ۱۲۸۸)
- مهر - محمدقلی شمس، پدر چشم پزشکی ایران (زاده ۱۲۸۳)
- مهر - محسن سهیلی، نقاش (زاده ۱۲۸۸)
- ۹ مهر - محمد مقدم، زبانشناس (زاده ۱۲۸۷)

آبان

غفار حسینی

سید مرتضی پسندیده

- آبان - شاهرخ غیاثی، مجسمه‌ساز، نقاش و بازیگر (زاده ۱۳۳۱)
- ۱ آبان - فرزین مقصودلو، یکی از قربانیان قتل‌های زنجیره‌ای ایران
- ۸ آبان - عبدالله جهان‌پناه، موسیقیدان (زاده ۱۲۹۶)
- ۱۳ آبان - سیامک سنجری، یکی از قربانیان قتل‌های زنجیره‌ای ایران (زاده ۱۳۴۷)
- ۲۰ آبان - غفار حسینی، شاعر و مترجم و از قربانیان قتل‌های زنجیره‌ای ایران (زاده ۱۳۱۴)
- ۲۲ آبان - سید مرتضی پسندیده، برادر سید روح‌الله خمینی (زاده ۱۲۷۵)

آذر

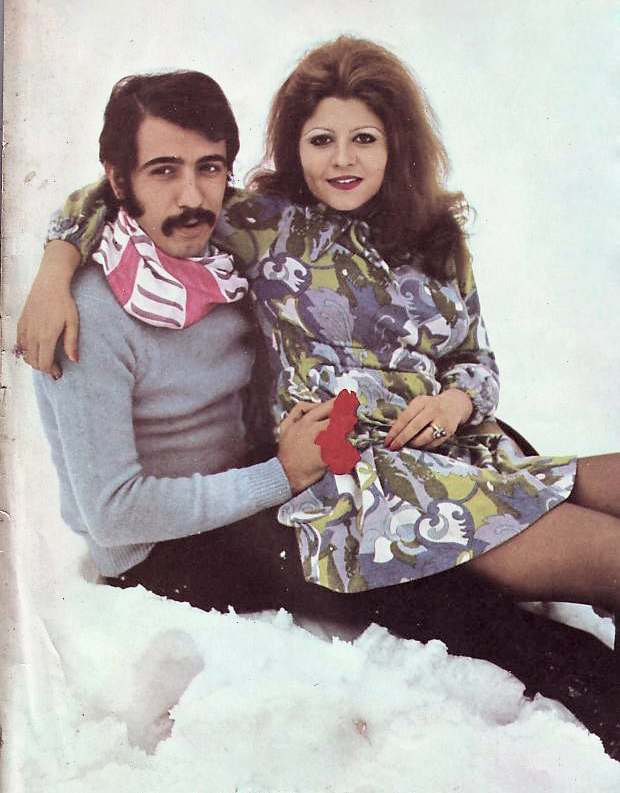
علی حاتمی

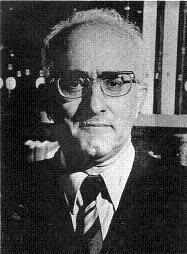
محمدتقی دانش‌پژوه

- ۱۱ آذر - محمد ربیعی، مفتی مذهب شافعی و از قربانیان قتل‌های زنجیره‌ای ایران به قتل رسید (زاده ۱۳۱۱)
- ۱۵ آذر - علی حاتمی، فیلمنامه‌نویس و کارگردان (زاده ۱۳۲۳)
- ۲۷ آذر - محمد تقی دانش‌پژوه، نویسنده، موسیقیدان و مترجم (زاده ۱۲۹۰)
- ۲۸ آذر - سروژ استپانیان، مترجم ایرانی ارمنی‌تبار (زاده ۱۳۰۸)
- ۲۸ آذر - حسین عمرانی، بازیگر (زاده ۱۳۲۸)

دی

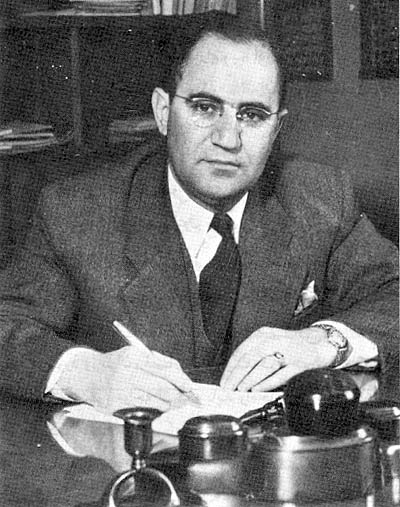
جهانشاه صالح

- ۳ دی - جهانشاه صالح، وزبر بهداشت در زمان نخست‌وزیری سپهبد حاج‌علی رزم‌آرا و نهمین رئیس دانشگاه تهران (زاده ۱۲۸۳)
- ۷ دی - بهرام ری‌پور، کارگردان و فیلمنامه‌نویس (زاده ۱۳۱۵)
- ۷ دی - مژگان پوریگانه، بازیگر (زاده ۱۳۴۹)
- ۸ دی - آنیک شفرازیان، بازیگر تئاتر، سینما و تلویزیون ایرانی. (زاده ۱۲۸۹)
- ۱۰ دی - عبدالجواد فلاطوری، اسلام‌شناس (زاده ۱۳۰۴)
- ۲۵ دی - احمد تفضلی، زبانشناس، ایران‌شناس، پژوهشگر و استاد دانشگاه (زاده ۱۳۱۶)

بهمن

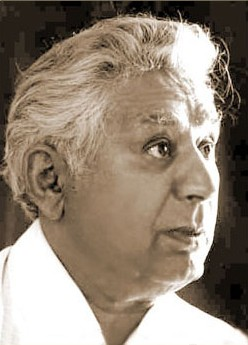
بزرگ علوی

- بهمن - حمید رهنما، وزیر اطلاعات و جهانگردی در دولت امیرعباس هویدا (زاده ۱۲۹۰)
- ۱۴ بهمن - فیروزه صابری، هنرمند (زاده ۱۳۲۵)
- ۲۱ بهمن - بزرگ علوی، نویسنده، سیاستمدار چپ‌گرا، روزنامه‌نگار و پدر داستان‌نویسی ایران (زاده ۱۲۸۲)
- ۲۷ بهمن - باغدان یگانیان، فیلمبردار ایرانی ارمنی‌تبار (زاده ۱۳۰۰)
- ۳۰ بهمن - شایان حامدی، شاعر (زاده ۱۳۴۴)

اسفند

همتعلی سالم

- ۲ اسفند - سید محمدعلی رحیمی، رایزن فرهنگی و مسئول خانه فرهنگ جمهوری اسلامی ایران در پاکستان که توسط گروه جنگهوی کشته شد (زاده ۱۳۳۶)
- ۲ اسفند - همتعلی سالم، نوازنده کمانچه (زاده ۱۲۹۶)
- ۱۱ اسفند - احمد ایزدپناه، از بنیانگذاران ورزش دو و میدانی نوین در ایران (زاده ۱۲۸۹)
- ۲۶ اسفند - ایرج دوستدار، دوبلور (زاده ۱۳۰۹)